# Пьезооптическое сырьё

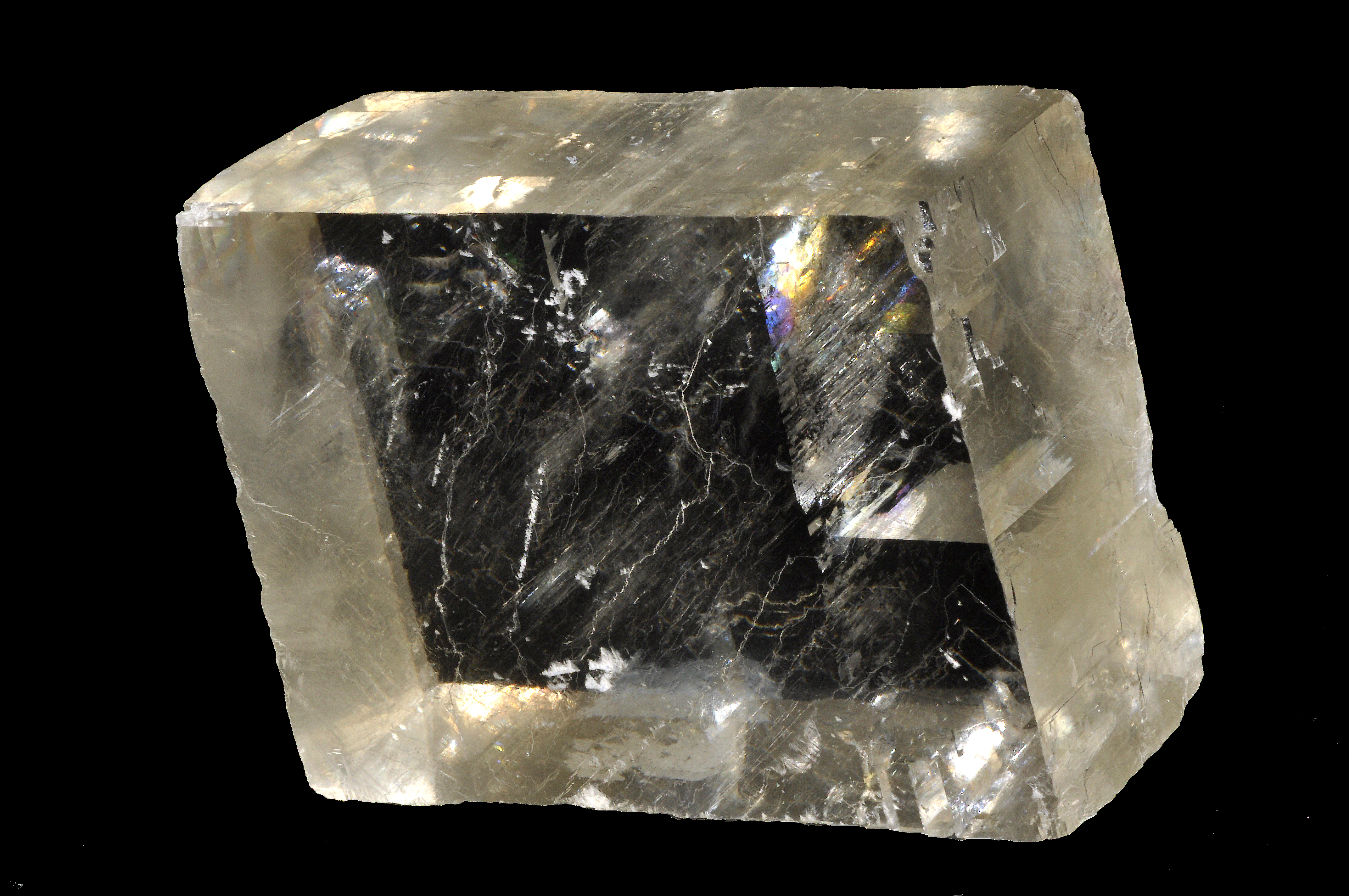
Кристалл исландского шпата

Пьезооптическое сырьё (англ. piezooptical raw materials) — неметаллические полезные ископаемые, используемые в радиоэлектронной и оптической промышленности.
Данная группа полезных ископаемых включает:
- Пьезо- и оптический кварц;
- Исландский шпат;
- Оптический флюорит.

Кристаллы пьезооптического сырья обладают пьезоэлектрическим эффектом (кварц) и/или двойным лучепреломлением (кальцит). 
К качеству пьезооптического сырья предъявляются повышенные требования:
1. Кристаллы или участки кристаллов не должны иметь трещин, двойников, скоплений включений и других грубых дефектов.
2. Минимальный размер кристаллов.

Месторождения природного пьезооптического сырья встречаются довольно редко. Поэтому в различных странах налажено производство пьезооптического кварца и оптического флюорита, которые заменяют дефицитное природное сырьё.